# Diritti umani
(Preambolo alla Dichiarazione Universale dei Diritti Umani, 1948)

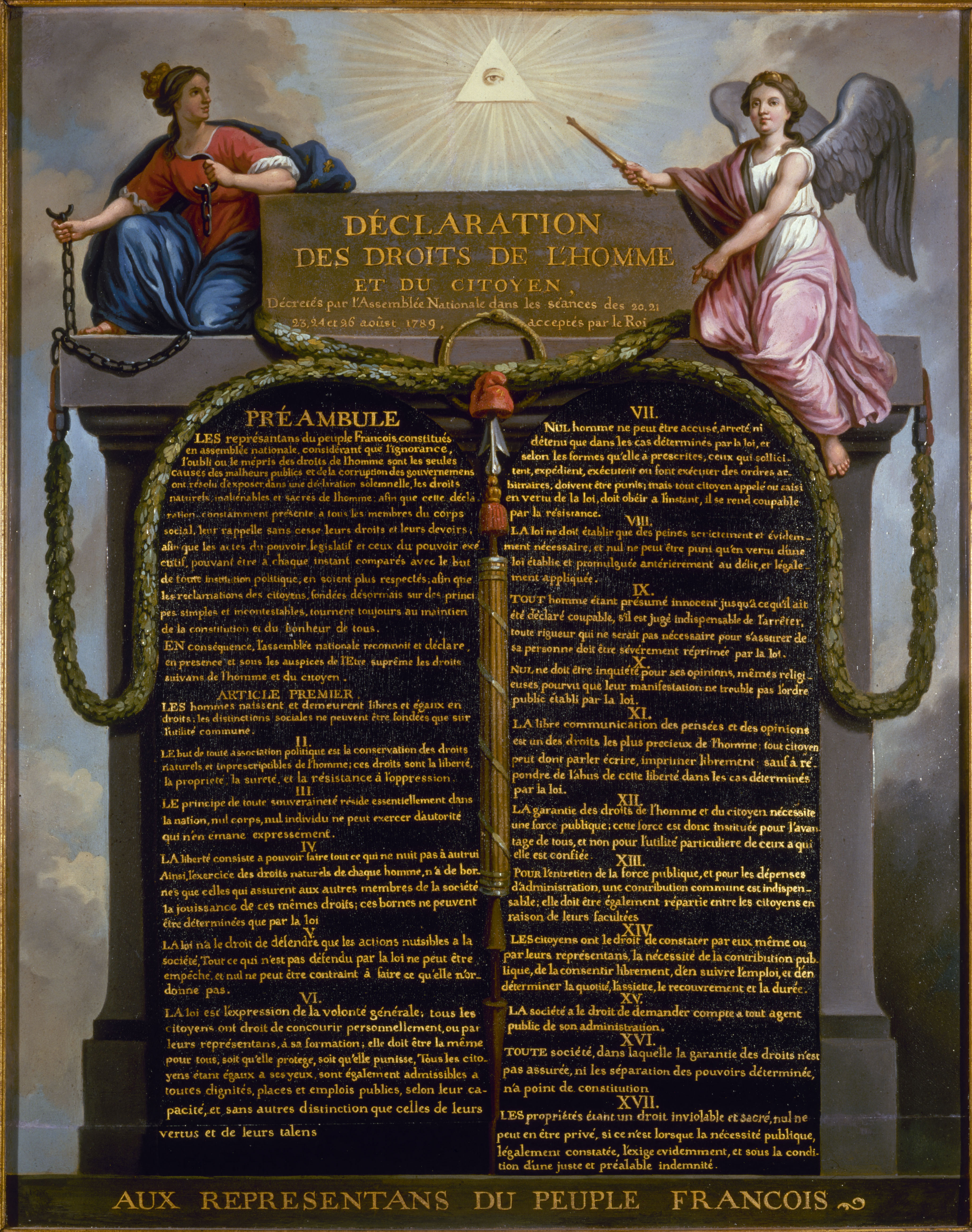
Dichiarazione dei diritti dell'uomo e del cittadino

I diritti umani (o diritti dell'uomo) sono una concezione filosofico-politica che, accolta come fondamento giuridico dalle Costituzioni moderne, descrive i diritti inalienabili che ogni essere umano possiede.
Tra i diritti fondamentali dell'essere umano si possono ricordare: il diritto alla vita, il diritto alla libertà individuale, il diritto all'autodeterminazione, il diritto a un giusto processo, il diritto ad un'esistenza dignitosa, il diritto alla libertà religiosa con il conseguente diritto a cambiare la propria religione, oltre che, di recente tipizzazione normativa, il diritto alla protezione dei propri dati personali (privacy) e il diritto di voto.

## Indice dei diritti umani

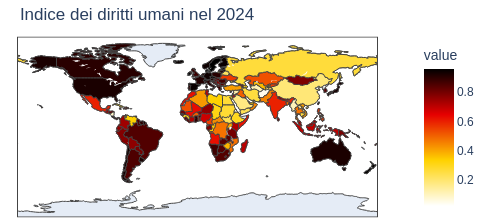
Fonte:[https://ourworldindata.org/grapher/human-rights-index-vdem Our World in Data

## Nella storia delle idee

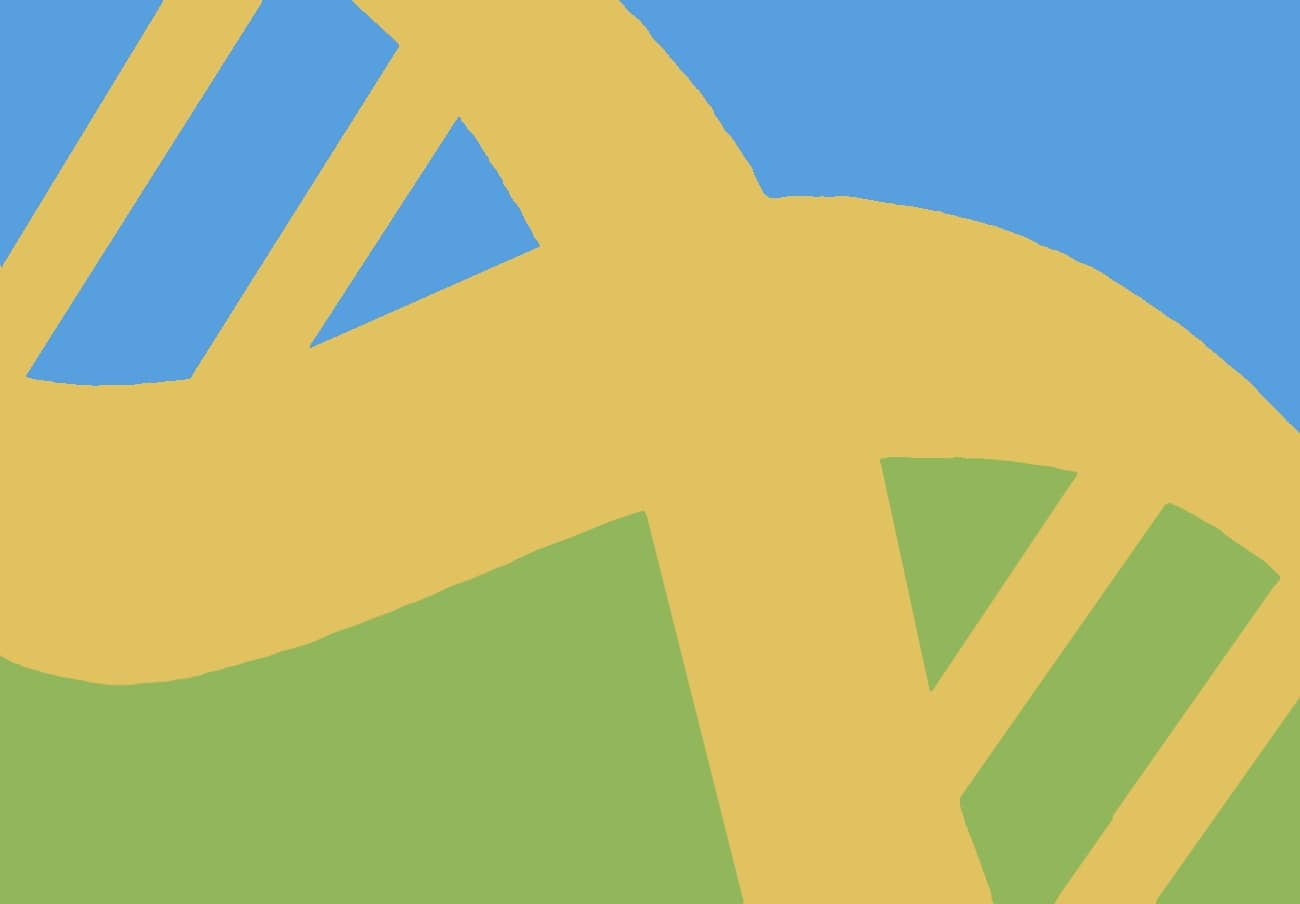
bandiera dei diritti umani